# St. Louis Stars
St. Louis Stars was een Amerikaanse voetbalclub uit Saint Louis.

## Geschiedenis
De club werd opgericht in 1967 om te spelen in de NPSL, een competitie die slechts één seizoen bestond. Het was het eerste professionele voetbalteam uit de stad. De club hield het vrij lang uit in een tijd dat de meeste teams na enkele seizoenen opgeheven werden of verhuisden naar een andere stad.
De club probeerde voor het seizoen 1978 terug te verhuizen naar het grote Busch Memorial stadium, maar slaagden hier niet in. De lonen van de spelers lagen erg hoog en de club zag zich nu genoodzaakt te verhuizen. Het team werd verplaatst naar Anaheim, Californië en nam nu de naam California Surf aan.

## Gemiddeld aantal toeschowers
- 1967 - 7613
- 1968 - 5388
- 1969 - 2274
- 1970 - 2745
- 1971 - 3579
- 1972 - 7773
- 1973 - 6337
- 1974 - 7374
- 1975 - 6071
- 1976 - 6150
- 1977 - 9794

## Seizoen per seizoen
| Jaar | Regular Season Finish                       | Playoffs            |
| ---- | ------------------------------------------- | ------------------- |
| 1967 | 2de, Western Division                       | Niet gekwalificeerd |
| 1968 | 3de, Gulf Division                          | Niet gekwalificeerd |
| 1969 | 4de, NASL                                   | Niet gekwalificeerd |
| 1970 | 3de, Eastern Division, Northern Division    | Niet gekwalificeerd |
| 1971 | 4de, Southern Division                      | Niet gekwalificeerd |
| 1972 | 1ste, Southern Division                     | Runners-up          |
| 1973 | 2de, Southern Division                      | Niet gekwalificeerd |
| 1974 | 4th, Central Division                       | Niet gekwalificeerd |
| 1975 | 1ste, Central Division                      | Halve finale        |
| 1976 | 5de, Pacific Conference, Western Division   | Niet gekwalificeerd |
| 1977 | 2de, Atlantic Conference, Northern Division | Eerste ronde        |